# Kórós
Kórós es un pueblo ubicado en el distrito de Sellye, en el condado de Baranya, Hungría.

## Superficie
Posee una superficie de 15,12 kilómetros cuadrados.

## Demografía
Hasta 2019 la población era de 201 habitantes, con una densidad de población de 13,29 habitantes por kilómetro cuadrado.